# 天主教希諾特加教區
天主教希諾特加教區（拉丁語：Dioecesis Xinotegana）是尼加拉瓜一個羅馬天主教教區，位於希諾特加省，屬馬那瓜總教區。
教區的前身是一個自治監督區，成立於1982年6月18日，1990年4月30日升為教區。
2006年有教友237,816人，佔轄區總人口80.0%。教區下轄十一個堂區，有三十八名司鐸。現任教區主教為嘉祿·亨利·埃雷拉·古鐵雷斯。